# Revista de Geopolítica
A Revista de Geopolítica é uma publicação online, de caráter trimestral, do Núcleo de Estudos Geográficos da Universidade Estadual de Ponta Grossa (UEPG). A primeira edição da Revista de Geopolítica foi disponibilizada em março de 2010.
O conteúdo possui acesso livre. A publicação conta com equipe editorial e colaboradores com título de doutorado nas áreas de Geografia, Relações Internacionais e Ciências Sociais de universidades brasileiras, sul-americanas e africanas. O editor responsável é Edu Silvestre Albuquerque, professor adjunto na Universidade Estadual de Ponta Grossa.
São avaliados artigos sobre geopolítica, desenvolvimento econômico nacional, segurança nacional e regional, estratégias de capacitação tecnológica, dentre outros, que visem discutir e propor políticas territoriais para o Estado brasileiro e fomentar uma agenda diplomática voltada à integração sul-americana e a cooperação Sul-Sul.